# Les Lombards en Italie. Lieux de pouvoir (568-774 après J.-C.)
Les Lombards en Italie. Lieux de pouvoir (568-774 après J.-C.) est le nom officiel donné par l'UNESCO à un ensemble de 7 localités abritant des monuments de l'architecture lombarde avec des vestiges picturaux et sculpturaux réalisés par les Lombards, du VIe au VIIIe siècle, en Italie.
Inscrit le 25 juin 2011, le bien regroupe sept sites situés à Cividale del Friuli, Brescia, Castelseprio, Spolète, Campello sul Clitunno, Bénévent et Monte Sant'Angelo : ce patrimoine bâti témoigne du rôle majeur des Lombards dans le développement culturel et spirituel du christianisme médiéval européen. La candidature, introduite en 2008, portait la dénomination Italia Langobardorum. Centre de pouvoir et de culte (568-774 ap. J-C).

## Les sept sites
- Cividale del Friuli (Province d'Udine) : la zone dite Gastaldaga avec le petit Temple lombard et le complexe épiscopal (it) qui inclut les restes du palais patriarcal sous-jacent au musée archéologique national.
  - Le petit Temple lombard, aujourd'hui oratoire de Santa Maria in Valle, est le témoin architectonique le plus important et le mieux conservé de l'époque lombarde; il est particulièrement important par la cohabitation de motifs authentiquement lombards (dans les frises, par exemple) et une reprise de motifs classiques, créant ainsi une noble continuité entre les arts classique, lombard, carolingien et ottonien.

Le complexe épiscopal du patriarche Calixte (ou Calliste) était le principal ensemble religieux de la capitale de l'important duché du Frioul; il était composé de la basilique, du baptistère de saint Jean-Baptiste et du palais patriarcal. Les fouilles archéologiques n'ont restitué que peu de traces des œuvres architectoniques mais ont permis la récupération de quelques-unes des plus raffinées sculptures lombardes, tels les fonts baptismaux du patriarche Calixte (ou Calliste) et l'autel du duc Ratchis.
- Brescia (Province de Brescia) : la zone monumentale avec l'ensemble monastique San Salvatore-Santa Giulia et l'aire archéologique du forum romain.
  - La basilique Saint-Sauveur fut fondée en 753 comme église du couvent féminin par le duc et la duchesse de Brescia : Didier (Desiderio en italien, futur roi des Lombards) et Ansa. Elle est caractérisée par l'usage contemporain d'éléments stylistiques lombards et de motifs décoratifs classiques et byzantins ; elle constitue un des témoins majeurs de l'architecture religieuse du haut moyen âge. Au fil des siècles, elle fut remaniée à de nombreuses reprises et fut intégrée au nouveau complexe conventuel dont l'église dédiée à sainte Julie fut achevée en 1599.
  - À l'ouest de l'ensemble monastique se trouve la zone monumentale composée du capitole, du sanctuaire républicain et du théâtre romain; elle est étroitement liée aux vicissitudes relatives au complexe religieux saint sauveur-sainte Julie. Le plus ancien édifice religieux du forum romain remonte à la fin du Ier siècle av. J.-C. L'excellent état de conservation des éléments architectoniques et décoratifs est unique dans l'Italie septentrionale.
- Castelseprio (sud de la Province de Varèse) : le castrum (it), le monastère de Torba (it), les fresques de l'église Santa Maria foris portas et les ruines de la basilique saint Jean l'évangéliste.
  - Les Lombards transformèrent le lieu fortifié (castrum) de Castelseprio, précédemment avant-poste militaire romain et bastion défensif ostrogoth, d'abord en centre commercial puis en monastère (VIIIe siècle).
  - Du monastère, demeure la tour, érigée par les Ostrogoths et réaménagée à des fins monastiques par les Lombards, et la petite église dédiée à la vierge. De la grande basilique de Castelseprio, à trois nefs avec abside centrale et absidioles, ne demeurent que des ruines tandis que l'église Santa Maria foris portas est demeurée intacte, y inclus de vastes portions des fresques absidiales, l'un des plus vastes vestiges de la peinture murale de tout le haut moyen âge.
- Spolète (Province de Pérouse) : l'église San Salvatore. Cette basilique paléochrétienne des IVe et Ve siècles fut largement rénovée par les lombards au VIIIe siècle. Le plan est à 3 nefs ; de même, le presbytère comporte 3 corps et est recouvert d'une voûte à base octogonale. L'abside semi-circulaire est fermée à l'extérieur par un mur rectiligne; elle est flanquée de 2 locaux en forme d'abside, à voûte cruciforme. La décoration originale, stuc et peinture, a été perdue mais demeure le riche entablement à frise dorique, soutenu par des colonnes doriques ou corinthiennes. De la façade originale du VIIIe siècle, articulée sur des pilastres et divisée en 2 par une corniche ne restent que les encadrements de fenêtre et les 3 portails sculptés de motifs classiques.
- Campello sul Clitunno (Province de Pérouse) : le temple du Clitunno. Ce dernier, tétrastyle corinthien « in antis », est une petite église dédiée à saint Sauveur. Les constructeurs ont vraisemblablement recyclé les vestiges d'un sacellum païen et d'autres matériaux de réemploi; la majeure partie des éléments sculptés sont toutefois originaux et ne proviennent pas de matériaux de l'époque romaine. Sur l'architrave des côtés Ouest, Sud et Nord, des inscriptions en caractères capitale romaine, rarissime exemple d'épigraphie monumentale du haut Moyen Âge. À l'intérieur, le naos, couvert de voûtes en berceau et un édicule encadrant au fond l'abside ainsi que des fresques du VIIe siècle.
- Bénévent (Province de Bénévent) : le complexe monumental Santa Sofia.
- Monte Sant'Angelo (Province de Foggia) : le sanctuaire de Monte Gargano.

## Sources
- Site de l'UNESCO.

- (it) Cet article est partiellement ou en totalité issu de l’article de Wikipédia en italien intitulé « Longobardi in Italia: i luoghi del potere » (voir la liste des auteurs).